# Avot deRabbi Nathan
Avot déRabbi Nathan (hébreu : אבות דרבי נתן) est un traité extra-talmudique. Recensé en deux versions de 41 et 48 chapitres respectivement, la première étant habituellement imprimée aux côtés des traités mineurs, en appendice à l’ordre Nezikin du Talmud de Babylone, il ne semble cependant pas appartenir à ce genre et ressemble davantage à celui du Midrash. Toutefois, il élabore non sur un livre ou passage de la Bible mais sur un traité de la Mishna, en l’occurrence une version du traité Avot antérieure à celle qui sera canonisée par Juda Hanassi et qui était, selon la tradition, enseignée dans l’académie de Rabbi Nathan. Cependant, bien qu’attribué à ce docteur de l’ère de la Mishna, Avot deRabbi Nathan a vraisemblablement été composé à l’ère des gueonim. Son style est moins formel que celui du traité Avot et il contient nombre de traditions qui lui sont uniques.